# Færøernes Hjemmestyre
Færøernes Hjemmestyre  har fungeret siden 1. april 1948, hvor Lov om Færøernes Hjemmestyre trådte i kraft. Af loven fremgår det, at Færøerne har en ”Særstilling … i national, historisk og geografisk Henseende” og at landet derfor for fremtiden skal udgøre ”et selvstyrende Folkesamfund i det danske Rige”. I konsekvens af hjemmestyreloven etableredes Færøernes Lagting med ret til at lovgive inden for rigsenheden om ”færøske særanliggender” og Færøernes Landsstyre, der har den administrative myndighed. 
Den danske stat yder årligt et generelt økonomisk tilskud til Færøernes hjemmestyre der anno 2007 udgør 615, 5 mio. kr. Af tilskuddet får særforsorgener 117,0 mio., folkeforsikringen 213,3 mio., sundhedsvæsenet 283,6 mio. og Færøernes Fiskerilaboratorium 1,6 mio. kroner.
Betegnelsen hjemmestyre har været brugt om den politiske forvaltning på Færøerne og i Grønland. Hovedformålet med indførelsen af hjemmestyre har været at overføre kompetence og dermed ansvar fra danske politiske myndigheder til henholdsvis færøske og grønlandske politiske myndigheder. Desuden er der hjemmestyre på Ålandsøerne. Begrebet stammer fra Irland, der forgæves forsøgte at få home rule i 1800-tallet. Efter lovændringer i 2005 tales dog oftere om færøsk selvstyre.

## Hjemmestyreloven
§ 1. i loven om Færøernes Hjemmestyre:
"Færøerne udgør inden for denne Lovs Rammer et selvstyrende Folkesamfund i det danske Rige. I Henhold hertil overtager det færøske Folk ved sin folkevalgte Repræsentation, Lagtinget, og en af dette oprettet Forvaltning, Landsstyret, inden for Rigsenheden Ordningen og Styrelsen af færøske Særanliggender som angivet i denne Lov". 
Færøernes Rigsombudsmand er Kongeriget Danmarks  repræsentant på Færøerne og bindeleddet mellem hjemmestyret og rigsmyndighederne. 

## § 9-områder
Uden for det almindelige kompetencesystem i hjemmestyreloven (og overtagelsesloven) med overtagne og ikke overtagne områder blev der ved hjemmestyreloven § 9 grundlagt en slags forfatningsretligt "ingenmandsland". Det er områder som ikke er formelt overtagne i henhold til hjemmestyreloven, men hvor det ved dansk lov efter ”Forhandling træffes der Aftale om, i hvilke Tilfælde og i hvilket Omfang det er muligt inden for Omraader, der henhører under Fællesanliggender, at overlade det færøske Hjemmestyre at give de nærmere Bestemmelser for de særlige færøske Forhold og overtage Administrationen af det pågældende Omraade.” Sådanne overførsel kan ske på alle områder. Området er her efter stadig formelt dansk i henhold til hjemmestyreloven og overtagelsesloven, men egentlig færøsk da man reelt lovgiver på området i henhold til kompetence i folketingslov. Den store forskel ved en sådan overtagelse og en almindelig overtagelse i henhold til hjemmestyre- og overtagelsesloven er, at lovens almindelige regler i hjemmestyrelovens § 2 og overtagelseslovens § 3 stk. 2, om at man ved overtagelsen forpligter sig til at overtage alle udgifter af området, ikke gælder ved sådan overtagelser. Nogle eksempler på sådanne overdragelser er sundhedsvæsen og sociale ydelser.

### Sundhedsvæsenet
I henhold til Lov nr. 316 af 17. maj 1995 om sundhedsvæsenet på Færøerne § 1 fastsætter færinger regler om sundhedsvæsenets opgaver, ydelser og administration og sundhedsvæsenets opgaver og ydelser i henhold til stk. 1 omfatter: 
1. Sygehusvæsen
2. Kommunelægeordning
3. Sundhedsplejeordning
4. Hjemmesygeplejeordning
5. Skolelægeordning
6. tandplejeordning og
7. Sygeforsikring

### Sociale ydelser
I henhold til lov nr. 315 af 17. maj 1995 om sociale ydelser på Færøerne § 1 påhviler det Færøerne at gennemføre foranstaltninger for i rimeligt omfang at forebygge og afhjælpe sociale vanskeligheder. Foranstaltninger skal omfatte:
1. kontanthjælp
2. folke- og førtidspensionsordning
3. særlige tilbud for personer med fysisk eller psykisk handicap
4. særlige tilbud til personer med varig sygdoms- eller aldersbetinget svagelighed
5. tilbud til personer med særlige sociale vanskeligheder
6. bestemmelser vedrørende dagtilbud og hjælpeforanstaltninger til børn og unge
7. børnebidrag til enlige forsørgere
8. hjemmehjælp
9. revalideringshjælp og
10. dagpenge ved uarbejdsdygtighed på grund af sygdom, graviditet eller fødsel

Heraf er dog området ”offentlig forsorg” overtaget efter hjemmestyreloven.

## Bloktilskud
For at udøve regelfastsættelse og administration af disse områder modtager Færøerne en årlig ydelse, der fastsættes ved dansk lov efter forhandling med Færøerne (såkaldt "bloktilskud").  

## Overtagelsesloven og fuldmagtsloven
I 2005 blev Hjemmestyreloven udvidet med overtagelsesloven og fuldmagtsloven, som trådte i kraft den 29. juli 2005. Overtagelsesloven er et supplement til hjemmestyreloven. Sammen med grundloven udgør hjemmestyreloven og overtagelsesloven Færøernes forfatningsmæssige stilling i riget. I overtagelseslovens præambel nævnes, at loven bygger på en overenskomst mellem det Færøske landsstyre og den danske regering som ligeværdige parter.